# Natação no Campeonato Europeu de Esportes Aquáticos de 2012 - 200 m medley feminino
A prova dos 200 metros medley feminino da natação no Campeonato Europeu de Esportes Aquáticos de 2012 ocorreu entre os dias 23 e 24 de maio em Debrecen na Hungria. 

## Calendário
| Fase          | Data       | Hora  |
| ------------- | ---------- | ----- |
| Eliminatórias | 23 de maio | 09:45 |
| Semifinal     | 23 de maio | 17:30 |
| Final         | 24 de maio | 17:13 |

Todos os horários estão no horário local (UTC+1)

## Recordes
Antes desta competição, os recordes eram os seguintes:
| Recorde mundial       | Ariana Kukors  | 2:06.15 | Roma      | 27 de julho de 2009  |
| Recorde europeu       | Katinka Hosszú | 2:07.46 | Roma      | 27 de julho de 2009  |
| Recorde do campeonato | Katinka Hosszú | 2:10.09 | Budapeste | 12 de agosto de 2010 |

## Medalhistas
| Ouro                 | Prata              | Bronze                 |
| Katinka Hosszú (HUN) | Sophie Allen (GBR) | Evelyn Verrasztó (HUN) |

## Resultados

### Eliminatórias
Esses foram os resultados das eliminatórias. 
| Pos. | Bateria | Raia | Nadadora                    | Nacionalidade | Tempo   | Notas |
| ---- | ------- | ---- | --------------------------- | ------------- | ------- | ----- |
| 1    | 4       | 4    | Katinka Hosszú              | Hungria       | 2:11.10 | Q     |
| 2    | 3       | 5    | Evelyn Verrasztó            | Hungria       | 2:12.92 | Q     |
| 3    | 2       | 4    | Zsuzsanna Jakabos           | Hungria       | 2:13.20 |       |
| 4    | 2       | 7    | Amit Ivri                   | Israel        | 2:14.69 | Q,    |
| 5    | 4       | 3    | Theresa Michalak            | Alemanha      | 2:14.95 | Q     |
| 6    | 3       | 7    | Ganna Dzerkaľ               | Ucrânia       | 2:15.21 | Q     |
| 7    | 3       | 4    | Sophie Allen                | Reino Unido   | 2:15.24 | Q     |
| 8    | 3       | 3    | Stina Gardell               | Suécia        | 2:15.43 | Q     |
| 9    | 4       | 5    | Beatriz Gomez Cortes        | Espanha       | 2:15.54 | Q     |
| 10   | 4       | 2    | Sophie de Ronchi            | França        | 2:16.02 | Q     |
| 11   | 4       | 7    | Stefania Pirozzi            | Itália        | 2:17.00 | Q     |
| 12   | 3       | 2    | Alexandra Wenk              | Alemanha      | 2:17.05 | Q     |
| 13   | 1       | 5    | Noora Laukkanen             | Finlândia     | 2:17.06 | Q     |
| 14   | 2       | 1    | Kim Daniela Pavlin          | Croácia       | 2:17.13 | Q     |
| 15   | 4       | 6    | Lisa Zaiser                 | Áustria       | 2:17.19 | Q     |
| 16   | 2       | 3    | Barbora Závadová            | Chéquia       | 2:17.23 | Q     |
| 17   | 2       | 5    | Lara Grangeon               | França        | 2:17.26 | Q     |
| 18   | 3       | 8    | Katarina Listopadová        | Eslováquia    | 2:17.66 |       |
| 19   | 2       | 6    | Kristina Kochetkova         | Rússia        | 2:18.02 |       |
| 20   | 2       | 2    | Joerdis Steinegger          | Áustria       | 2:18.43 |       |
| 21   | 3       | 1    | Sára Joó                    | Hungria       | 2:18.57 |       |
| 22   | 4       | 8    | Kristina Krasyukova         | Rússia        | 2:19.57 |       |
| 23   | 1       | 3    | Johanna Gerda Gustafsdottir | Islândia      | 2:21.88 |       |
| 24   | 3       | 6    | Alessia Polieri             | Itália        | DNF     |       |
| 24   | 1       | 4    | Sara Nordenstam             | Noruega       | DNS     |       |
| 24   | 4       | 1    | Sycerika McMahon            | Irlanda       | DNS     |       |

### Semifinal
Esses foram os resultados das semifinais. 
Semifinal 1
| Pos. | Raia | Nadadora             | Nacionalidade | Tempo   | Notas |
| ---- | ---- | -------------------- | ------------- | ------- | ----- |
| 1    | 4    | Evelyn Verrasztó     | Hungria       | 2:12.67 | Q     |
| 2    | 5    | Theresa Michalak     | Alemanha      | 2:12.76 | Q     |
| 3    | 3    | Sophie Allen         | Reino Unido   | 2:13.29 | Q     |
| 4    | 6    | Beatriz Gomez Cortes | Espanha       | 2:14.21 | Q     |
| 5    | 1    | Lisa Zaiser          | Áustria       | 2:14.90 |       |
| 6    | 8    | Lara Grangeon        | França        | 2:15.79 |       |
| 7    | 2    | Stefania Pirozzi     | Itália        | 2:16.56 |       |
| 8    | 7    | Noora Laukkanen      | Finlândia     | 2:17.30 |       |

Semifinal 2
| Pos. | Raia | Nadadora           | Nacionalidade | Tempo   | Notas            |
| ---- | ---- | ------------------ | ------------- | ------- | ---------------- |
| 1    | 4    | Katinka Hosszú     | Hungria       | 2:11.89 | Q                |
| 2    | 6    | Stina Gardell      | Suécia        | 2:12.29 | Q,               |
| 3    | 5    | Amit Ivri          | Israel        | 2:13.77 | Recorde nacional |
| 4    | 3    | Ganna Dzerkaľ      | Ucrânia       | 2:14.25 | Q                |
| 5    | 7    | Alexandra Wenk     | Alemanha      | 2:14.44 | Q                |
| 6    | 2    | Sophie de Ronchi   | França        | 2:16.05 |                  |
| 7    | 8    | Barbora Závadová   | Chéquia       | 2:16.09 |                  |
| 8    | 1    | Kim Daniela Pavlin | Croácia       | 2:16.35 | Recorde nacional |

### Final
Esse foi o resultado da final. 
| Pos.              | Raia | Nadadora             | Nacionalidade | Tempo   | Notas |
| ----------------- | ---- | -------------------- | ------------- | ------- | ----- |
| Medalha de ouro   | 4    | Katinka Hosszú       | Hungria       | 2:10.84 |       |
| Medalha de prata  | 2    | Sophie Allen         | Reino Unido   | 2:11.49 |       |
| Medalha de bronze | 3    | Evelyn Verrasztó     | Hungria       | 2:11.63 |       |
| 4                 | 6    | Theresa Michalak     | Alemanha      | 2:12.26 |       |
| 5                 | 5    | Stina Gardell        | Suécia        | 2:12.29 | =     |
| 6                 | 1    | Ganna Dzerkaľ        | Ucrânia       | 2:12.33 |       |
| 7                 | 8    | Alexandra Wenk       | Alemanha      | 2:12.95 |       |
| 8                 | 7    | Beatriz Gomez Cortes | Espanha       |         | DSQ   |

Legenda
| Recorde mundial       | Recorde mundial (World record)               |                       | Recorde africano                      | Recorde africano (African) |                                           | Q | Classificado por posição (Qualified) |
| Recorde do campeonato | Recorde do campeonato (Championship record)  | Recorde da América    | Recorde da América (Americas)         | q                          | Classificado por melhor tempo (Qualified) |   |                                      |
| Melhor marca do ano   | Melhor marca do ano (World leading)          | Recorde asiático      | Recorde asiático (Asian)              | DNS                        | Não largou (Did not start)                |   |                                      |
| Recorde nacional      | Recorde nacional (National record)           | Recorde europeu       | Recorde europeu (European)            | DNF                        | Não terminou (Did not finish)             |   |                                      |
| Recorde pessoal       | Recorde pessoal do atleta (Personal best)    | Recorde da Oceania    | Recorde da Oceania (Oceania)          | DSQ / DQ                   | Desclassificado (Disqualified)            |   |                                      |
| Recorde da temporada  | Recorde da temporada do atleta (Season best) | Recorde sul-americano | Recorde sul-americano (South America) | NM                         | Sem marca (No mark)                       |   |                                      |